# Żejtun
Żejtun (forma estesa in maltese Iż-Żejtun, in italiano storico anche Zeitun o Casal Zeitun), è una località situata nella parte sud dell'isola di Malta. Ha una popolazione di 13 000 abitanti.

## Storia

### Etimologia
Anche nota in italiano come Casal Santa Caterina, Żejtun venne soprannominata Città Beland dal cognome della madre del Gran Mastro Ferdinand von Hompesch zu Bolheim dell'ordine dei Cavalieri Ospitalieri, l'ultimo prima della caduta di Malta ad opera di Napoleone.

### Araldica
Lo stemma di Żejtun consiste in una targa con sfondo bianco e croce verde; quest'ultimo colore indica sia il colore dalla pace che quello dell'olivo. La croce sta ad indicare la religione Cattolica.

## Monumenti e luoghi d'interesse
- Chiesa di Santa Caterina
- Chiesa di Santo Spirito
- Chiesa di Nostra Signora del Sacro Cuore

## Cultura

### Eventi
La festa principale della cittadina è quella di Santa Caterina di Alessandria, la terza domenica di giugno. Un'altra importante festa è quella di San Gregorio, il mercoledì dopo il giovedì santo.

## Amministrazione

### Gemellaggi
- Celano

## Galleria d'immagini

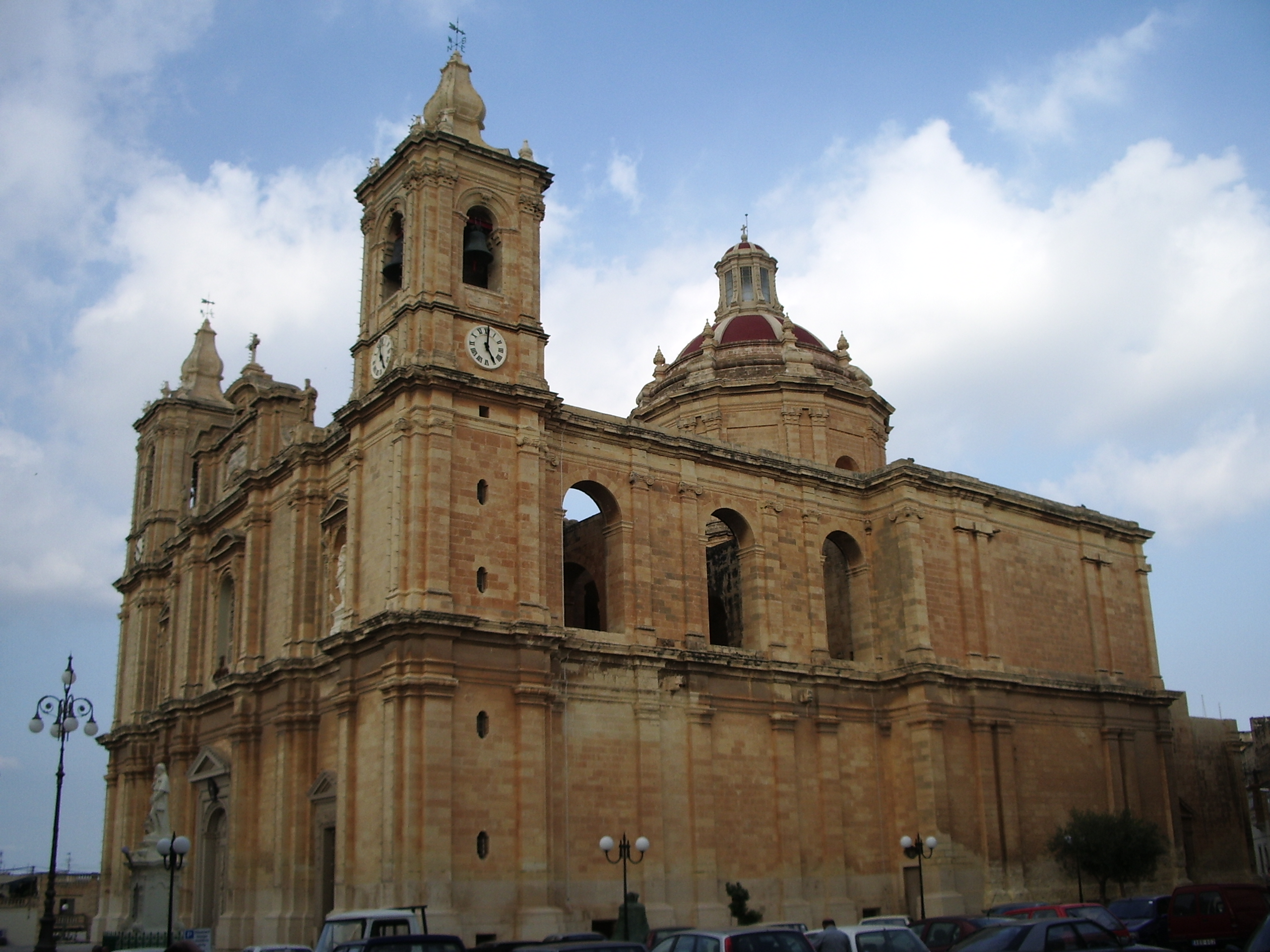
Chiesa Parrocchiale di Żejtun
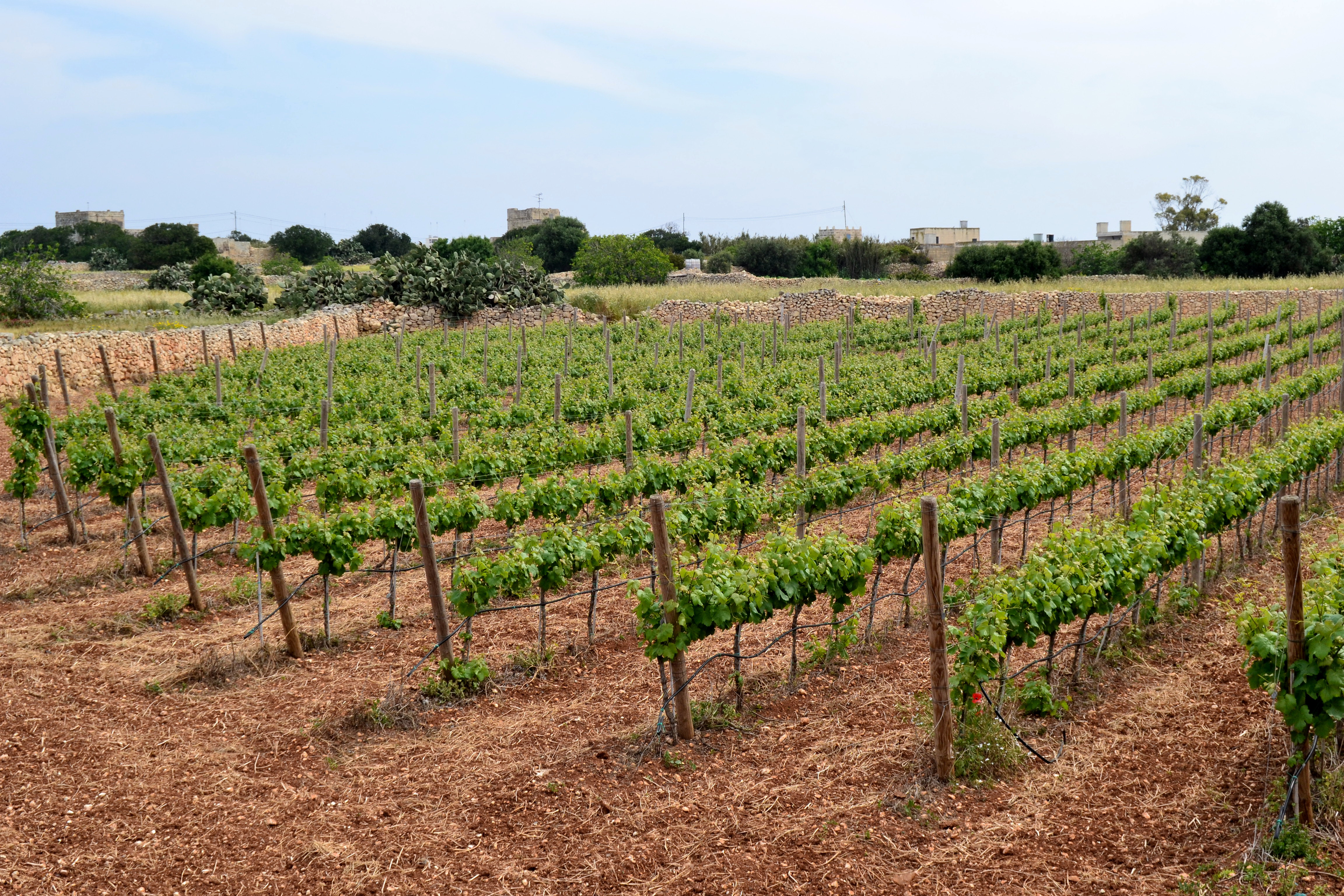
Vigne a Żejtun
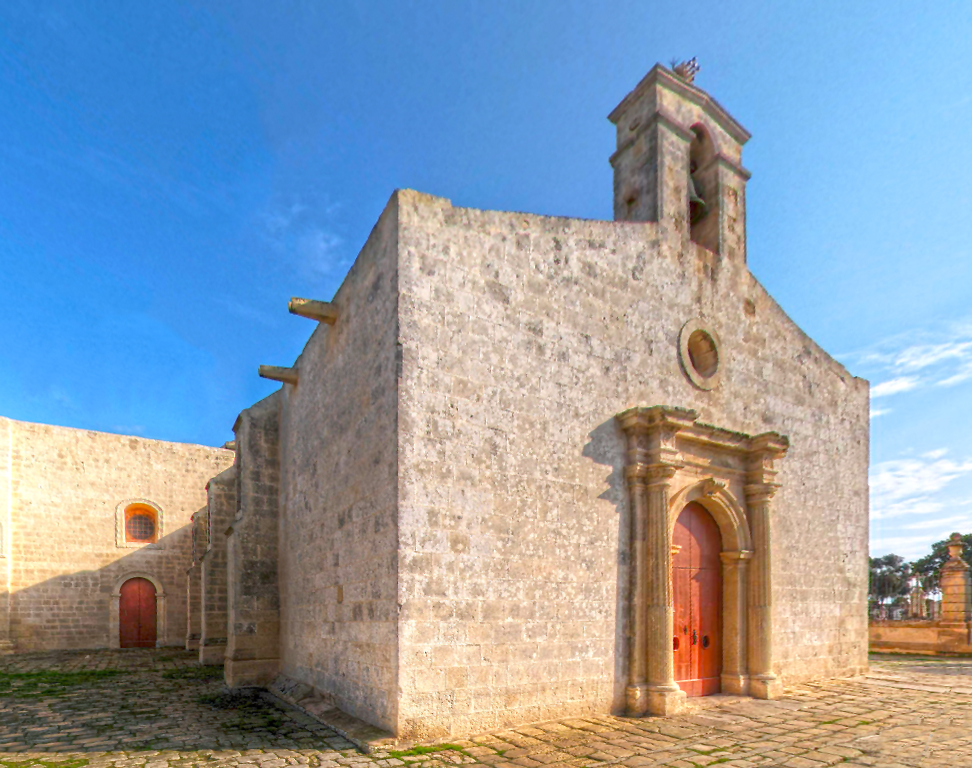
L'antica chiesa di S.ta Caterina d'Alessandria, chiamata oggi chiesa di S. Gregorio